# Bożnowice
Bożnowice (niem. Berzdorf) – wieś w Polsce położona w województwie dolnośląskim, w powiecie ząbkowickim, w gminie Ziębice.

## Podział administracyjny
W latach 1975–1998 miejscowość administracyjnie należała do województwa wałbrzyskiego.

## Zabytki
Do wojewódzkiego rejestru zabytków wpisane są:
- kościół parafialny pw. Świętej Trójcy, z 1709 r. Orientowany, murowany, jednonawowy, nakryty dachami dwuspadowymi[5].
- wiatrak holender, z przełomu XVIII/XIX w.

## Szlaki turystyczne
- Nowina - Bożnowice - Biskupi Las - Wilemowice leśniczówka - Kamiennik
- Nowina - Rozdroże pod Mlecznikiem - Raczyce - Henryków - Skalice - Skalickie Skałki - Skrzyżowanie nad Zuzanką - Bożnowice - Ostrężna - Miłocice - Gromnik - Jegłowa - Żeleźnik - Wawrzyszów - Grodków - Żarów - Starowice Dolne - Strzegów - Rogów - Samborowice - Szklary - Wilemowice leśniczówka - Biskupi Las - Dębowiec - Ziębice[6]